# Nosybus orthoptera
Nosybus orthoptera is een insect uit de familie van de Berothidae, die tot de orde netvleugeligen (Neuroptera) behoort. 
Nosybus orthoptera is voor het eerst wetenschappelijk beschreven door Fraser in 1952.